# Trương Văn Binh
Trương Văn Binh (tiếng Trung giản thể: 张文兵, bính âm Hán ngữ: Zhāng Wénbīng, sinh tháng 11 năm 1971, người Hán) là chính trị gia nước Cộng hòa Nhân dân Trung Hoa. Ông là Ủy viên dự khuyết Ủy ban Trung ương Đảng Cộng sản Trung Quốc khóa XX, hiện là Thường vụ Tỉnh ủy, Bộ trưởng Bộ Tổ chức Tỉnh ủy Hồ Bắc. Ông từ là Phó Tỉnh trưởng Hồ Bắc; là Viện trưởng của hai trường đại học công lập của An Huy là Học viện Hoàn Tây và Học viện Hợp Phì.
Trương Văn Binh là đảng viên Đảng Cộng sản Trung Quốc, học vị Cử nhân Quản lý kinh tế nông nghiệp, Tiến sĩ Kinh tế học. Ông có sự nghiệp hơn 20 năm công tác trong lĩnh vực giáo dục ở quê nhà An Huy trước khi được điều chuyển sang lĩnh vực tổ chức Đảng và nhà nước ở trung ương và địa phương khác.

## Xuất thân và giáo dục
Trương Văn Binh sinh vào tháng 11 năm 1971 tại huyện Hoắc Khâu, nay thuộc địa cấp thị Lục An, tỉnh An Huy, Cộng hòa Nhân dân Trung Hoa. Ông lớn lên và tốt nghiệp cao trung ở Hoắc Khâu, thi cao khảo vào năm 1990 và đỗ Đại học Nhân dân Trung Quốc, tới thủ đô Bắc Kinh nhập học hệ kinh tế học nông nghiệp vào tháng 9 cùng năm và tốt nghiệp cử nhân chuyên ngành quản lý kinh tế nông nghiệp vào tháng 7 năm 1994. Sau đó 4 năm, từ tháng 9 năm 1998, ông là nghiên cứu sinh tại chức về kinh tế chính trị ở Trường Kinh tế của Đại học An Huy, rồi nhận bằng Thạc sĩ Kinh tế học vào tháng 11 năm 2000. Và cũng trong giai đoạn này, ông trở lại trường Nhân dân tham gia nghiên cứu ở hệ kinh tế nông nghiệp từ tháng 9 năm 2001 và nhận bằng Tiến sĩ Khoa học quản lý vào tháng 6 năm 2004. Trương Văn Binh được kết nạp Đảng Cộng sản Trung Quốc vào tháng 6 năm 1994 khi là sinh viên năm cuối trường Nhân dân. Ông từng tham gia khóa bồi dưỡng, huấn luyện lớp 2 dánh cho cán bộ trung, thanh niên từ tháng 3 năm 2011 đến tháng 1 năm 2012; khóa bồi dưỡng giai đoạn tháng 3–7 năm 2019, đều tại Trường Đảng Trung ương Đảng Cộng sản Trung Quốc.

## Sự nghiệp

### Giáo dục
Tháng 7 năm 1994, sau khi tốt nghiệp trường Nhân dân, Trương Văn Binh trở về quê nhà Lục An, An Huy và được nhận vào trường Hoàn Tây Liên Đại, tiền thân của Học viện Hoàn Tây làm giảng viên hệ kinh tế. Ông giảng dạy giai đoạn 1994–99, từng được điều chuyển từ tháng 11 năm 1996 đến tháng 11 năm 1998 kiêm nhiệm là Chủ nhiệm bộ phận tài chuyên nhân lực của Tập đoàn Đại Hằng An Huy – một xí nghiệp nhà nước chuyên thủy lợi và thức ăn chăn nuôi. Từ tháng 5 năm 1999, ông là Thư ký hành chính của Trung tâm Bồi huấn Nông Khoa Giáo của địa khu Lục An thuộc trường Hoàn Tây, rồi Phó Chủ nhiệm hệ kinh tế thương mại của trường, ngạch chính khoa từ tháng 5 năm 2000, và chủ nhiệm, ngạch phó xứ từ tháng 8 cùng năm. Năm 2001, trường được nâng cấp lên thành học viện, Trương Văn Binh nhậm chức Phó Chủ nhiệm hệ kinh tế thương mại, Phó Bí thư chi bộ của hệ này, chuyển chức làm Chủ nhiệm hệ khoa học quản lý và kinh tế từ tháng 7 năm 2004. Tháng 3 năm 2005, ông là Phó Viện trưởng Học viện Hoàn Tây, rồi Viện trưởng từ tháng 8 năm 2011. Tháng 10 năm 2013, sau gần 20 năm công tác ở trường Hoàn Tây ở Lục An, ông được điều tới thủ phủ Hợp Phì làm Viện trưởng Học viện Hợp Phì, giữ chức này trong 3 năm.

### Trung ương và Hồ Bắc
Tháng 8 năm 2016, Trương Văn Binh được điều lên trung ương, nhậm chức Ty trưởng Ty Giám đốc chất lượng sản thẩm của Tổng cục Kiểm dịch, Kiểm nghiệm và Giám đốc Chất lượng Quốc gia. Năm 2018, tổng cục này được cải tổ phân tách, ông được điều sang Tổng cục Quản lý Giám đốc Thị trường Quốc gia làm Ty trưởng Ty Quản lý Giám đốc an toàn chất lượng sản phẩm, rồi chuyển vị trí làm Ty trưởng Ty Quản lý kỹ thuật tiêu chuẩn từ tháng 1 năm 2020.
Tháng 6 năm 2020, Trương Văn Binh được điều về Hồ Bắc, nhậm chức Phó Tỉnh trưởng, Thành viên Đảng tổ Chính phủ Nhân dân tỉnh Hồ Bắc. Vào cuối năm 2021, ông được bầu vào Ủy ban Thường vụ Tỉnh ủy, rồi đến ngày 31 tháng 3 năm 2022 thì nhậm chức Bộ trưởng Bộ Tổ chức Tỉnh ủy Hồ Bắc, miễn nhiệm vị trí Phó Tỉnh trưởng. Cuối năm này, ông là đại biểu của đoàn Hồ Bắc dự Đại hội Đảng Cộng sản Trung Quốc lần thứ XX. Trong quá trình bầu cử tại đại hội, ông được bầu là Ủy viên dự khuyết Ủy ban Trung ương Đảng Cộng sản Trung Quốc khóa XX.